# 蟹江町観光交流センター祭人
蟹江町観光交流センター祭人（かにえちょうかんこうこうりゅうセンターさいと）は、愛知県海部郡蟹江町にあるミュージアム・観光案内所。
蟹江川の河岸にあり、須成祭に関する展示などがある。

## 歴史
2018年（平成30年）5月26日にオープンした。同日の竣工式には大村秀章（愛知県知事）、河村たかし（名古屋市長）、地元選出の国会議員、横江淳一（蟹江町長）などが列席した。
2019年（令和元年）5月26日には1周年を記念したイベントが開催され、須成祭で用いられる稚児衣装などが特別に展示された。開館から1年間の来館者数は5万6000人に達し、当初の予想の3倍に達した。
2021年（令和3年）10月には、蟹江町の日光鋳工場から須成祭で用いる巻藁船の模型が寄贈された。

## 施設
- 1階 交流スペース
  - カフェスペース、物品販売スペースなど。レンタサイクルあり。
- 2階 須成祭ミュージアム
  - 2016年（平成28年）にユネスコ無形文化遺産に登録された須成祭に関する展示。バーチャル・リアリティやプロジェクションマッピングなどの映像技術も活用。

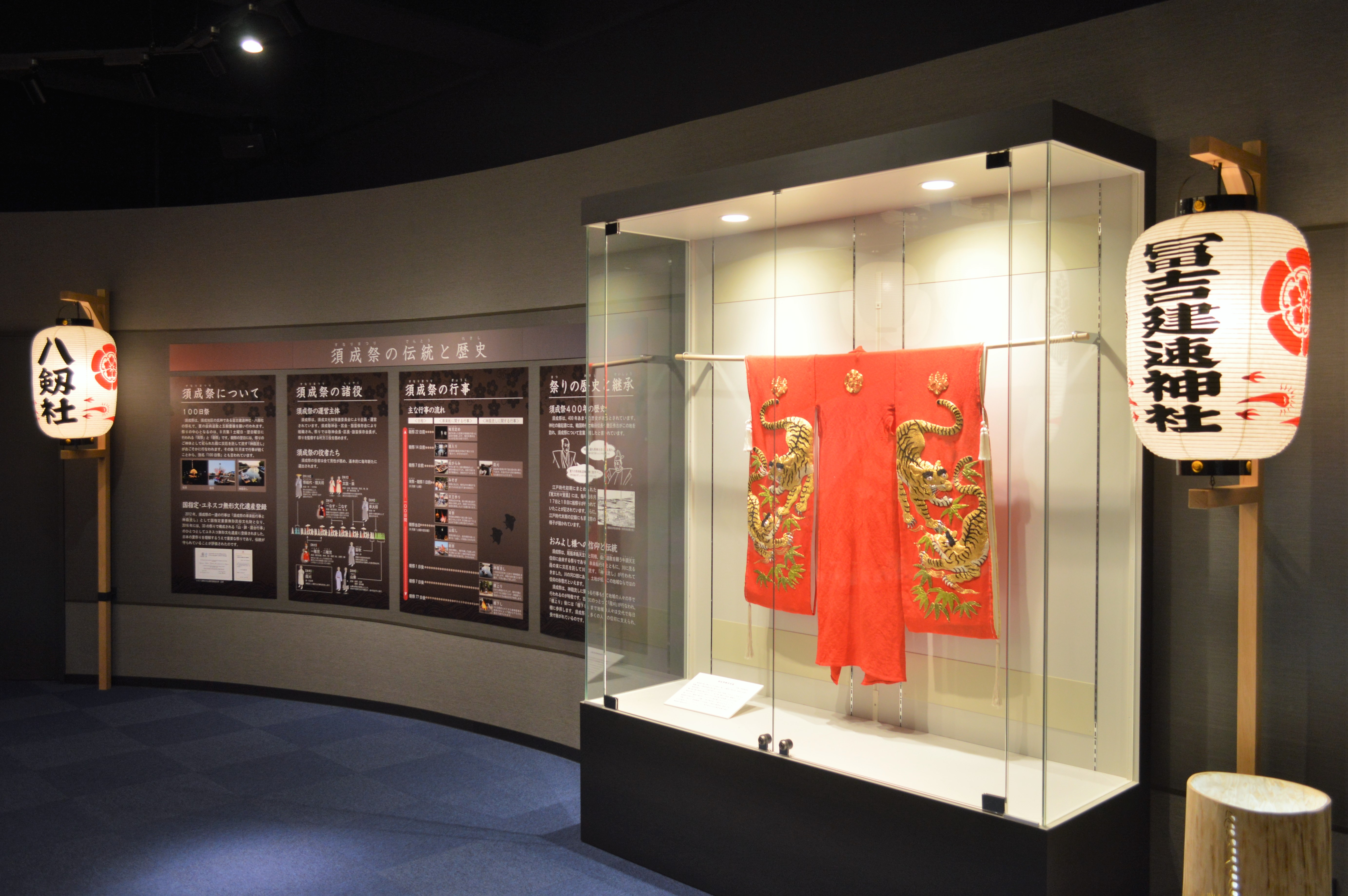
須成祭ミュージアム
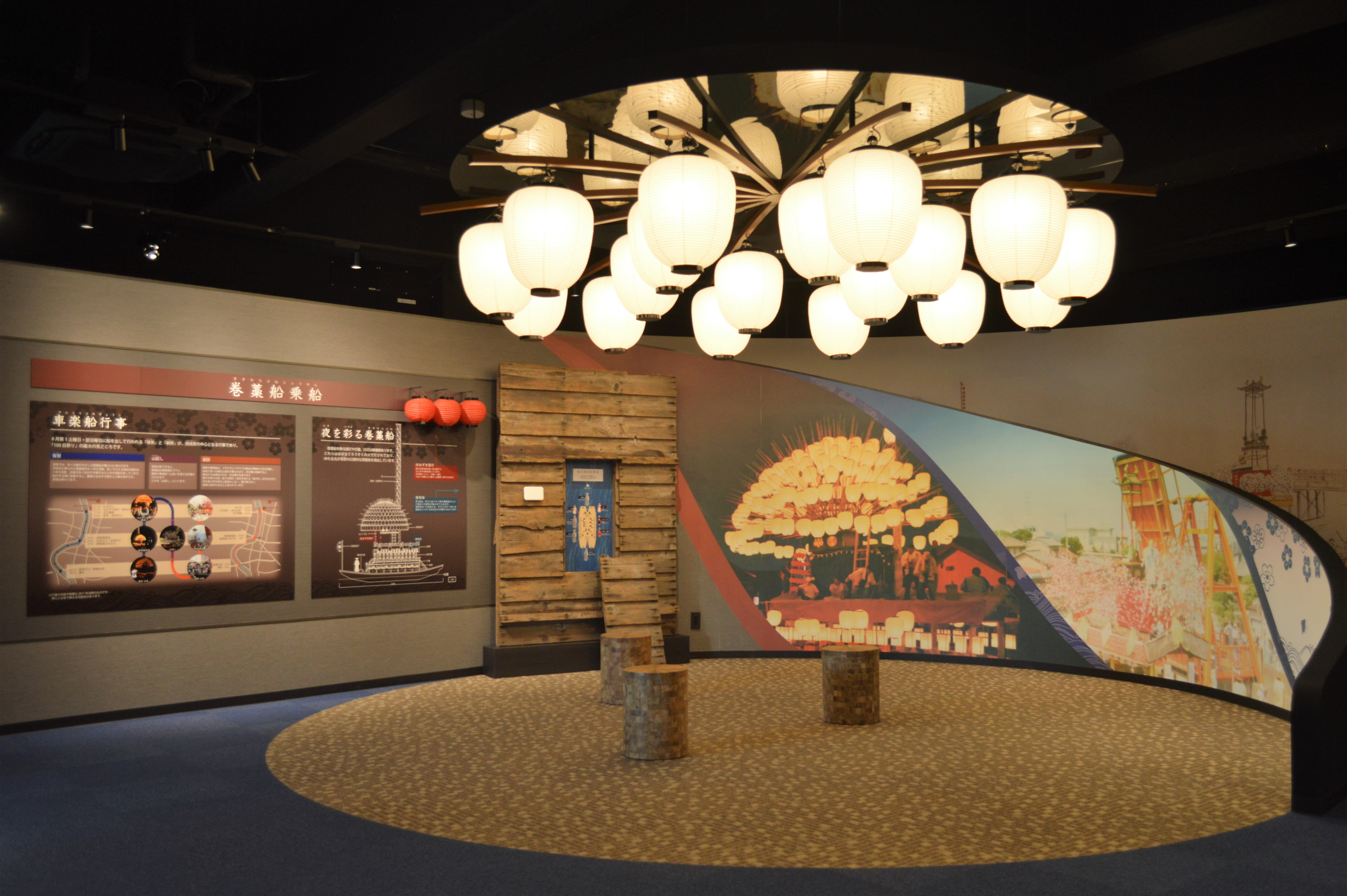
須成祭ミュージアム

## 利用案内
- 開館時間
  - 9：00～17：00
- 休館日
  - 月曜日（祝日の場合は翌日）、年末年始（12月29日～1月3日）
- 交通アクセス
  - JR関西本線蟹江駅から徒歩17分、または近鉄名古屋線近鉄蟹江駅から徒歩34分